# Rudolf Agricola (Wirtschaftswissenschaftler)
Rudolf Agricola (* 29. November 1900 in Ladenburg; † 14. Januar 1985 in Greifswald) war ein deutscher Wirtschaftswissenschaftler, Journalist, Politiker der SPD und KPD-Funktionär.

## Leben
Der Sohn eines Zigarrenfabrikanten studierte Wirtschaftswissenschaften an den Universitäten Heidelberg, Freiburg, Erlangen und an der Handelslehrerschule in Mannheim. Er promovierte 1924 über das Thema Die Beziehungen von Bankzentralen zu Filialen und Depositenkassen, legte 1926 das Examen als Diplom-Handelslehrer ab und unterrichtete danach in Zeitz.
1919 schloss sich Agricola in Ladenburg der neugegründeten DDP an. 1920 wurde er Landesvorsitzender der Badischen Jungdemokraten. 1924 trat er zur SPD über. In Zeitz wurde er zum Stadtverordneten gewählt. Weil die SPD im Reichstag die Sparpolitik mit Notverordnungen der Regierung Brüning tolerierte, schloss er sich der linken Opposition in der SPD an und war von 1931 bis 1933 Mitglied der SAP, danach trat er zur KPD über, leistete während der nationalsozialistischen Diktatur im Raum Merseburg/Halle politische Widerstandsarbeit in der Illegalität, wurde mehrmals verhaftet und 1935 zu acht Jahren Zuchthaus wegen „Vorbereitung zum Hochverrat“ verurteilt. Nach der Haftentlassung 1943 arbeitete er als Buchhalter in Villingen.
Nach der Befreiung durch die Alliierten 1945 engagierte sich Agricola in der Kommunalpolitik in Heidelberg und arbeitete als Journalist. Er wurde Vorstandsmitglied der Nachrichtenagentur für die amerikanische Zone (DENA), war Vorsitzender der Ortsgruppe der KPD in Heidelberg, Mitglied des KPD-Landesvorstands in Württemberg-Baden und Abgeordneter der Vorläufigen Volksvertretung für Württemberg-Baden. Zusammen mit Hermann Knorr (SPD) und Theodor Heuss (DVP/FDP) erhielt Agricola am 5. September 1945 die Lizenz zur Herausgabe einer Tageszeitung, gemeinsam wurde in Heidelberg die Rhein-Neckar-Zeitung (RNZ) gegründet. Kritik an Restauration und Westintegration in den drei von den Westmächten besetzten Zonen und offen ausgesprochene Zweifel an der Tragfähigkeit der demokratischen Entwicklung führten zwei Jahre später dazu, dass die Militärregierung der US-amerikanischen Besatzungszone am 31. August 1948 ihm diese Lizenz wieder entzog und Agricola in die Sowjetische Besatzungszone überwechselte und eine Dozentur an der Universität Halle annahm.
In Halle wurde Agricola 1948 Direktor des Zeitungswissenschaftlichen Instituts, Professor für Politökonomie und Mitglied der SED. Von 1950 bis 1958 war er mit dem Mandat der SED Abgeordneter der Volkskammer der DDR. 1951 wurde er als Nachfolger des österreichischen Historikers Eduard Winter für zwei Jahre Rektor der Martin-Luther-Universität Halle-Wittenberg. Von 1954 bis 1956 arbeitete er am Institut für Wirtschaftswissenschaften der Akademie der Wissenschaften der DDR zu Berlin als Fachmann für die wirtschaftliche Entwicklung in der Bundesrepublik Deutschland, danach als Generalkonsul und Gesandter in Helsinki. Von 1963 bis zur Emeritierung 1965 war Agricola Professor für Politökonomie und Internationale Beziehungen zu den nordischen Ländern und überdies Direktor des Nordischen Instituts an der Universität Greifswald, wo er den zu wenig linientreuen Bruno Kress ersetzte.

## Publikationen
- Der gegenwärtige Stand der ökonomischen Wissenschaft in Westdeutschland (= Deutsche Akademie der Wissenschaften zu Berlin. Vorträge und Schriften. Bd. 59, ISSN 0366-9785). Akademie-Verlag, Berlin 1956.